# Asplenium petrarchae
Asplenium petrarchae är en svartbräkenväxtart. Asplenium petrarchae ingår i släktet Asplenium och familjen Aspleniaceae.

## Underarter
Arten delas in i följande underarter:
- A. p. diazii
- A. p. majoricum
- A. p. petrarchae

## Bildgalleri

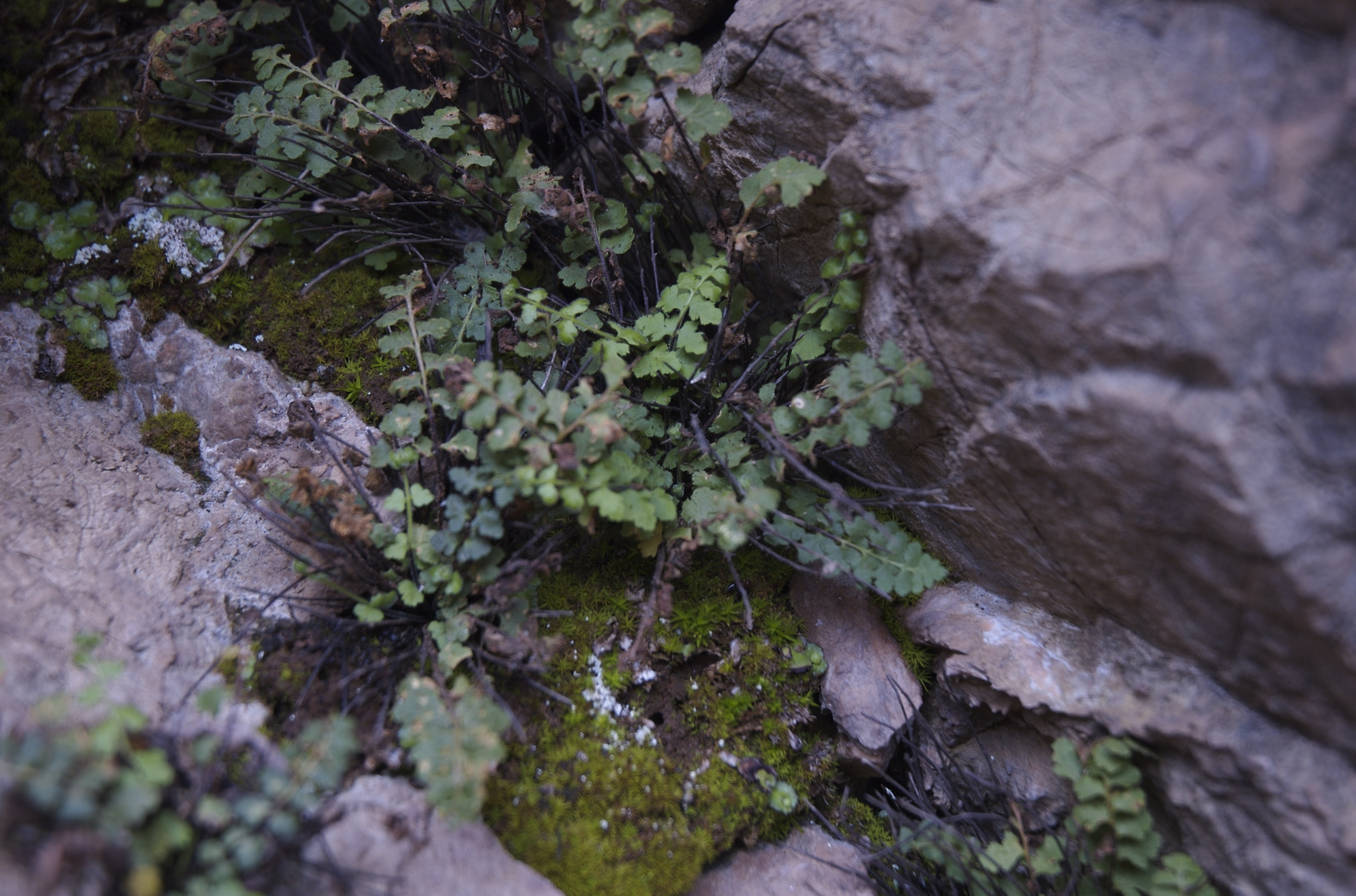
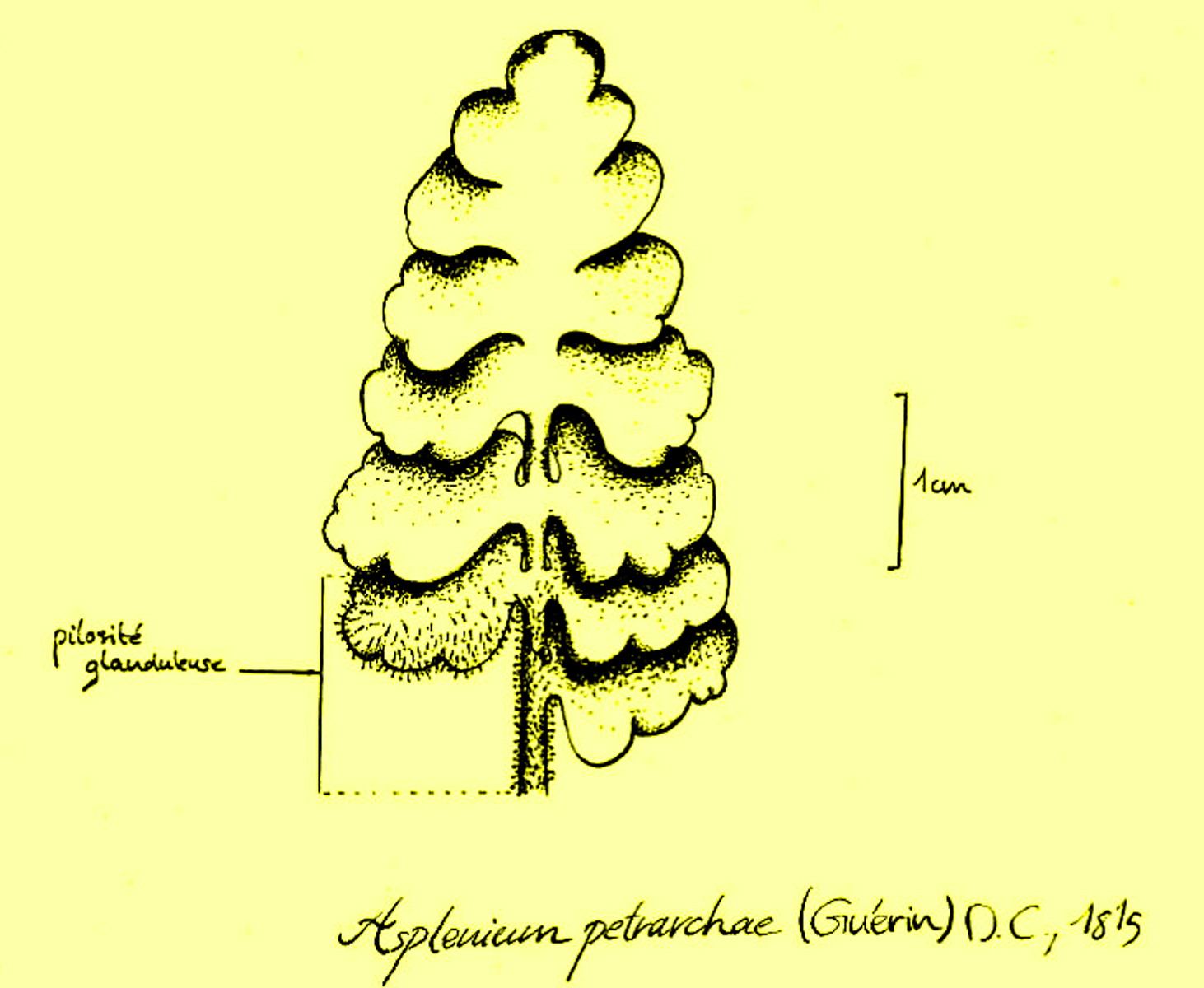